# Luka Kujundžić
Luka Kujundžić (23 oktober 2003) is een Kroatisch basketballer.

## Carrière
Kujundžić speelde in de jeugd van KK Rudeš die in 2020 KK Dinamo Zagreb werden en geraakte in 2021/22 in de eerste ploeg. Het seizoen erop maakte hij de overstap naar KK Samobor waar hij een seizoen speelde. In 2023 tekende hij een contract bij het Belgische Limburg United waar hij zowel voor de eerste als tweede ploeg uitkwam. In de zomer van 2024 tekende hij bij de Oostenrijkse eersteklasser Swans Gmunden.